# Гарланд, Крис
Кристофер Гарланд (англ. Christopher Garland; 24 апреля 1949, Бристоль — 13 июля 2023) — английский футболист, игравший на позиции нападающего.

## Биография

### Игровая карьера
Начал игровую карьеру в клубе Второго дивизиона «Бристоль Сити», за который отыграл четыре полных сезона, за которые его команда не смогла выйти в Первый дивизион.
В сентябре 1971 года он был продан в «Челси» за 100 тысяч фунтов стерлингов. В своём первом сезоне за «синих» он дошёл до Финала Кубка Английской лиги, в котором «Челси» проиграли «Сток Сити» со счётом 2:1. В сезоне 1972/73 он забил 11 голов и стал лучшим бомбардиром «Челси» вместе с одним из лидеров клуба Питером Осгудом. Следующие сезон вышел для «аристократов» провальным из-за ухода многих лидеров, клуб оказался на итоговом 17-м месте.
По окончании сезона был продан в «Лестер Сити», за которые отыграл два полных сезона, став в составе «лис», одним из лучших нападающих.
В ноябре 1976 года Гарланд вернулся в «Бристоль Сити», который вышел в Первый дивизион. В составе родной команды он отыграл семь сезонов, но при этом пропускал большую часть из них из-за травм крестообразных связок.
Завершил карьеру игрока в феврале 1983 года, когда «Бристоль Сити» играл уже в Четвёртом дивизионе.

### Постигровая карьера
По окончании карьеры работал в доставке продуктов, страховым агентом и занимался бизнесом, став затем банкротом.
В 1988 году у него была диагностирована болезнь Паркинсона.

### Семья
Был женат на Патрисии Купер, у пары было трое детей: Адам, Райан и дочь Джессика (род. 1979), ставшая тренером женской сборной по нетболу в 2019 году.

### Смерть
Скончался 13 июля 2023 года на 75-м году жизни.